# Дем'янчук Василь Климентійович
Василь Климентійович Дем'янчу́к (13 січня 1897, Надвірна, Надвірнянський повіт, Станіславівський округ, Королівство Галичини та Володимирії, Австро-Угорщина— 28 листопада 1938, Медвєж’єгорськ, Карельська АРСР, РРФСР, СРСР) — український мовознавець. Учень академіка Агатангела Кримського. Жертва сталінського терору.

## Біографія
Народився він 13 січня 1897 року в Надвірній на Прикарпаті. Навчався у початковій школі, згодом у Станиславівській гімназії, яку закінчив 1915р. Родина Дем'янчуків брала участь у роботі москвофільської читальні імені Качковського ,  яка у 1912 році розміщувалася у будинку Миколи Грегораша. У 1914р читальня мала вже власний дім, збудований заходами будівничого Мусяновича, братів Грегорашів і Клима та Василя Дем`янчуків, співвласників місцевої цегельні.  Під час Першої світової війни родина Дем’янчуків переїздить до Москви, а звідти до Харкова. У 1918р переїжджає до Києва. Протягом 1918-1922 рр. навчався на історико-філологічного факультету Київського університету. По завершенню навчання його залишили в аспірантурі при кафедрі історії української мови. У 1918р працює  Академії наук України секретарем, а згодом науковим співробітником історико-філологічного відділу Інституту мовознавства. Перекладає, вичитує коректуру, бере участь у складанні словника.
У 1927р. закінчив завершив аспірантуру і під керівництвом академіка гатангела Кримського захистив дисертацію на вчений ступінь кандидата наук.
12 вересня 1929 року співробітники  НКВД заарештували і  звинувачували у приналежності до  «Спілки визволення України». Доповідна записка голові ДПУ УРСР  Балицькому від 1 грудня 1929р. вказує, що Єфремову, Ніковському, Гермайзе, Дурдуковському, Голоскевичу, Ганцову та  Дем' янчуку інкремінували зв'язок із "академічною лінією", яку вважали ядром "СВУ" . Був ув'язнений у Києві, згодом у Харкові.  Тут відбувся судовий процес над «СВУ». Вирок — по збавлення волі на 5  років. Його відіслали на будівництво Біломорсько-Балтійського каналу. Був переведений до Медвежогорська (Карелія), де працював у канцелярії на посаді економіста. Після повернення з ув'язненнення знову був арештований і 28 листопада розстріляний. Реабілітований 1957р..

## Наукова діяльність
- 1922р. «О. Шахматов і А. Кримський. Нариси з історії української мови та хрестоматія з пам’ятників письменської староукраїнщини XI—XIII ст.», для якої Дем 'янчук переклав українською мовою працю О. Шахматова. Працював і над долученою до цього видання «Хрестоматією».
- 1923р.  в XVI томі «Записок історико-філологічного відділу» була надрукована праця  «Морфологічні особливості українських грамот XIV — початку XV ст.», оцінена як видатне явище в українському мовознавстві, зокрема в галузі історії української мови. Згодом вона лягла в основу кандидатської дисертації, яку захистив 1927 року під керівництвом академіка Агатангела Кримського. Вона стала одним із перших досліджень історичної морфології української мови XIV—XV століть.
- 1924 року побачила світ праця мовознавця «Гнат (Ватрослав) Ягич (1838— 1923)», в якій автор виклав біографію видатного вченого-славіста й проаналізував його багатогранну наукову діяльність. Василь Дем’янчук добре знав польську та чеську мови, непогано володів французькою та німецькою.
- рецензія на розвідку І. Шаровольського «Прийдучий час на -му» під назвою «Чи румунського походження форми прийдучого часу на -му»,
- рецензії на  «Український язик у минулому і тепер» К. Німчинова й «Нарис історії української мови» П. Бузука.
- рецензію «До характеристики гуцульського говору» на працю Б. Кобилянського «Гуцульський говір і його відношення до говору Покутгя»
- склав «Бібліографічний огляд української діалектології за 1914— 1927 рр.».[6]

## Особисте життя
Дружина - Марія. Син Ігор.